# Хелтерсберг
Хелтерсберг (њем. Heltersberg) општина је у њемачкој савезној држави Рајна-Палатинат. Једно је од 84 општинска средишта округа Југозападни Палатинат. Према процјени из 2010. у општини је живјело 2.176 становника. Посједује регионалну шифру (AGS) 7340015.

## Географски и демографски подаци
Хелтерсберг се налази у савезној држави Рајна-Палатинат у округу Југозападни Палатинат. Општина се налази на надморској висини од 415–440 метара. Површина општине износи 28,2 km². У самом мјесту је, према процјени из 2010. године, живјело 2.176 становника. Просјечна густина становништва износи 77 становника/km².